# Mirko Tomassoni
Mirco Tomassoni, né le 24 avril 1969 à Saint-Marin, est un homme d'État saint-marinais, membre du Parti des socialistes et des démocrates. Il est capitaine-régent de Saint-Marin avec Alberto Selva du 1er octobre 2007 au 1er avril 2008 et avec Luca Santolini du 1er octobre 2018 au 1er avril 2019.